# Euploea lanista
Euploea lanista är en fjärilsart som beskrevs av Hans Fruhstorfer 1904. Euploea lanista ingår i släktet Euploea och familjen praktfjärilar. Inga underarter finns listade i Catalogue of Life.